# Kamut (Ungarn)
Kamut ist eine ungarische Gemeinde im Kreis Békés im Komitat Békés.

## Geografische Lage
Kamut liegt 11 Kilometer westlich der Kreisstadt Békés und 12 Kilometer nordwestlich des Komitatssitzes Békéscsaba. Nachbargemeinden sind Murony, Mezőberény, Kétsoprony und Mezőmegyer, welches ein Ortsteil von Békéscsaba ist.

## Geschichte
Seit 1949 ist Kamut eine eigenständige Gemeinde.

## Gemeindepartnerschaft
- Ditrău, Rumänien

## Sehenswürdigkeiten
- Heimatmuseum (Tájház)
- Römisch-katholische Kirche Szent Gellért, erbaut 1997 nach Plänen von László Pauló

## Verkehr
Durch Kamut verläuft die Nebenstraße Nr. 46167, nördlich des Ortes die Landstraße Nr. 4644. Der nächstgelegene Bahnhof befindet sich vier Kilometer östlich in Murony.